# متحف بولدي بيزولي
متحف بولدي بيزولي (بالإيطالية: Museo Poldi Pezzoli) هو متحف فني في ميلانو بإيطاليا. يقع بالقرب من لا سكالا (بالإيطالية: Teatro alla Scala)، في فيا مانزوني 12.
نشأ المتحف في القرن التاسع عشر كمجموعة خاصة من جيان جياكومو بولدي بيزولي (1822-1879)، ووالدته روزا تريفولزيو من عائلة كوندوتييرو جيان جياكومو تريفولزيو. تم إعادة تزيين العديد من الغرف في القصر اعتبارًا من عام 1846، وهي لجان عُهد بها إلى لويجي سكروساتي وجوزيبي بيرتيني. غالبًا ما تم تزيين الغرف الفردية وتأثيثها لتتناسب مع اللوحات المعلقة على الجدران. أعاد المهندس المعماري سيمون كانتوني (1736-1818) بناء القصر بأسلوبه النيوكلاسيكي الحالي مع حديقة داخلية على الطراز الإنجليزي. في 1850-1853، كلف بولدي بيزولي المهندس المعماري جوزيبي بالزاريتو بتجديد شقته نسخة محفوظة 3 مارس 2016 على موقع واي باك مشين..
غادر بيزولي في وصيته المنزل ومحتوياته إلى أكاديمية بريرا. افتتح جوزيبي بيرتيني، مدير الأكاديمية، المتحف في 25 أبريل 1881. خلال الحرب العالمية الثانية، تعرض القصر لأضرار جسيمة، ولكن تم وضع الأعمال الفنية في مخزن آمن. أعيد افتتاح المتحف في عام 1951 بعد إعادة الإعمار. يشتهر المتحف بمجموعته الواسعة من الفنانين الإيطاليين الشماليين والهولنديين / الفلمنكيين. يتضمن المعرض أسلحة وأعمال زجاج وسيراميك ومجوهرات ومفروشات.

## المجموعة الفنيّة
تشمل الأعمال المعروضة في المتحف أعمال رسامين إيطاليين مثل:
| - ماريوتو ألبرتينيلي - جيوفاني داليماغنا، عم أنطونيو فيفاريني - سوفونيسبا أنجيسولا - لورينزو بارتوليني - فرا بارتولوميو - لوكا بودو - أليساندرو مازولا بيدولي - جاكوبو بيليني - جوزيبي بيرتيني - فيتال دا بولونيا - فرانشيسكو بونسنيوري - باولو بوروني - أليساندرو بونفيتشينو ( إيل موريتو ) - بوتيتشيلي - جوليو كامبي - كاناليتو - فرانشيسكو كابيلا (داجيتش) - كريستوفورو كاسيلي - جاكوبو ديل كاسينتينو - جيوفاني بينيديتو كاستيجليون - برناردو كافالينو - لويجي كافيناجي (انظر العشاء الأخير (ليوناردو)) - سيما دا كونجليانو - لويجي كريسبي - أبي - جايتانو فاسانوتي - جاودينزيو فيراري - فيتي - أمبروجيو بيرجونيون | - جايتانو جاندولفي - رافايلينو ديل جاربو - باسيشيو - جيوفاني فرانشيسكو جيسي - جيوردانو - فرانشيسكو غواردي - جياكومو غواردي - فرانشيسكو هايز - ببترو ديجلي إنجاناتي - فيليبو ليبي - بيترو لورينزيتي - لوتو - برناردينو لويني - جيوفاني فرانشيسكو ماينيري - روتيليو مانيتي - أندريا مانتيجنا - جيوفاني مارتينيلي - إيل مورازوني - ليفيو ميهوس - ليبو ميمي - مايكل أنجلو - فرانشيسكو مورون - موروني - كارلو فرانسيس وجوزيبي نوفولون (أبناء ( بانفيلو نوفولون ) - ماركو دي أوجيوني - إليوتريو باجليانو - فيليبو باليزي، عاصر كورنيليوس فان ليمبوتن - بالما إيل فيكيو - ماركو بالميزانو | - بيروجينو - سيسكو بيسيلينو - دي بيترو (لو سبانيا) - انطونيو بيري - بولايولو - ريكاردو بيليجريني - جوليو سيزار بروكاتشيني - رايبوليني،إيل فرانسيا - ريبيرا - جيوفاني بيترو ريزولي - إيل ساسوفيراتو - ايل سالفياتي - رافائيل - لويجي سكروساتي - فرا سمبليس دا فيرونا - سيزار دا سيستو - جيوفاني سيرفي - أندريا سولاريو - غيراردو ستارنينا - برناردو ستروزي - زانوبي ستروزي، تلميذ فرا أنجيليكو - سيزار تاماروتشيو - فرانشيسكو دي تاتي - جيرولامو تيساري - تيبولو - كوزمي تورا - جيوفاني دي فيكي - بارتولوميو فينيتو - أنطونيو فيجي |

## رسامو شمال أوروبا
يشمل الرسامون في المجموعة: بروغيل، كراناش. جولتزيوس. جيمس بيكر بين توماس شوتر بويز؛ سوترمان. تينيرز الأصغر؛ جاكوب تورينفليت بيير تيتار فان إلفين؛ ماتيجس فان هيليمونت جان فان دير مير الثاني؛ ويليم فان ميريس جاكوب فرديناند فويت نيكولاس الكسندر ماير فون لاندشوت (ماير لاندشوت)؛ وكورنيليس دي وائل.

## معرض الصور

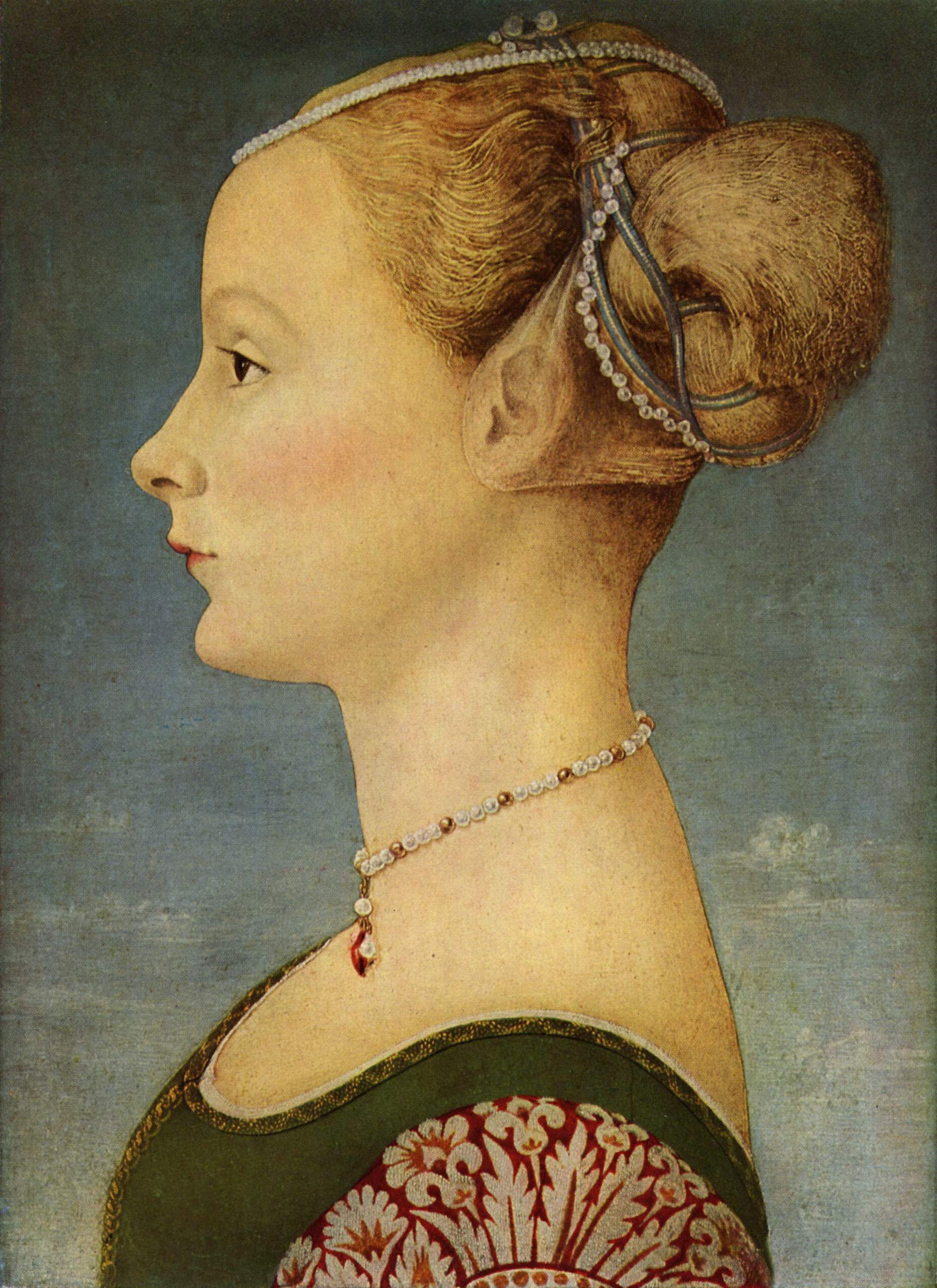
صيد ، سجادة فارسية فاخرة من صنع غياث الدين جامي، صوف، قطن، حرير